# Rick Rosas

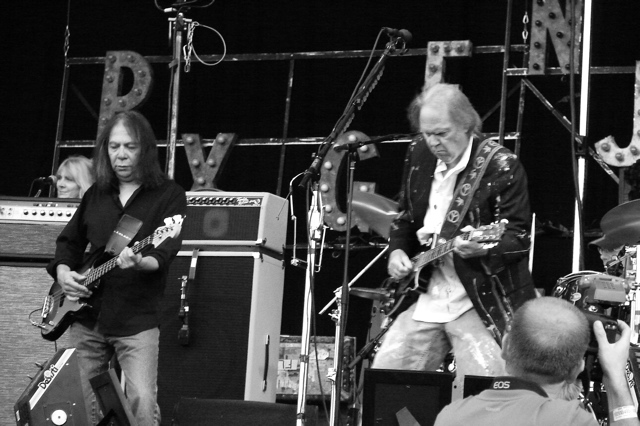
Rick Rosas (links), mit Neil Young (2008)

Rick Rosas (* 10. September 1949 in East Los Angeles, Kalifornien; † 6. November 2014 Los Angeles) war ein US-amerikanischer Bassist. Seit 1985 trat er auf zahlreichen Alben von Joe Walsh und Neil Young in Erscheinung. Im Laufe seiner Karriere spielte er unter anderem mit Jerry Lee Lewis, Tom Jones, Don Henley, Solomon Burke, Willie Nelson, Ron Wood, Keith Richards und Paul McCartney und wirkte in der Neuauflage der Bands Crosby, Stills, Nash and Young und Buffalo Springfield mit.

## Werdegang
Rosas hatte mexikanische und indianische Vorfahren und wuchs in einem lateinamerikanisch dominierten Ghetto in East Los Angeles auf. Er begann 1963 Gitarre zu spielen. Wenig später stieg er auf den Bass um und spielte in verschiedenen Bands – u. a. in Mark Guerreros Band Mark and the Escorts – auf Tanzveranstaltungen, Partys und in Clubs. Das Repertoire umfasste R&B, Soul und Surf-Musik, sowie Stücke von Elvis Presley und den Beatles. Mitte der 1970er Jahre zog er in die Hollywood-Hills-Region und wurde professioneller Musiker. Seine ersten größeren Konzerte spielte er als Sideman von Dan Fogelberg. Im Jahre 1985 wurde er erstmals von Joe Walsh engagiert, in dessen Band er mit dem Schlagzeuger Chad Cromwell die Rhythmus-Sektion bildete. Begeistert von ihrem energiegeladenen Zusammenspiel, verpflichtete Neil Young beide im Jahre 1988 für seine Band The Bluenotes für die Aufnahmen von This Note’s For You; weitere Aufnahmen mit Neil Young folgten 1989 mit den Alben Freedom und Eldorado. Rosas’ Kooperation mit Joe Walsh hielt seit den 1980er Jahren bis zu seinem Tod ununterbrochen an, die mit Neil Young war nach einer 16-jährigen Pause seit 2005 mit den Alben Prairie Wind, Living With War, Chrome Dreams II und Fork In The Road wieder aufgelebt.
Rick Rosas war Mitglied von Neil Young & The Electric Band, der Pegi Young Band und der Band von Waddy Wachtel. Mit Letzterem spielte Rick Rosas jeden Montag im Club The Joint am Pico Boulevard in Los Angeles, falls die Bandmitglieder, die alle gefragte Tourmusiker sind, nicht gerade anderweitig beschäftigt waren.
Rosas starb am 6. November 2014 im Alter von 65 Jahren in Los Angeles an den Folgen einer Lungenkrankheit. Er ist auf dem All Souls Cemetery in Long Beach bestattet.

## Einflüsse und Stilistik
Nach seinen wichtigsten Einflüssen gefragt, nannte Rosas in einem Interview seine Kollegen John Entwistle, Paul McCartney, Wilton Felder, James Jamerson, Joe Osborn und Donald Dunn. Rick Rosas spielte im Vergleich zu den meisten Bassisten sehr wenige Noten. Der organische Groove und die rhythmische Gewalt seines Zusammenspiel mit einem guten Schlagzeuger entstand seinen eigenen Angaben nach automatisch, wenn er wenige Noten spielte, dafür sich jedoch Gedanken um jede gespielte und noch mehr Gedanken um jede ungespielte Note machte. Ein weiteres Markenzeichen war sein großer, sehr durchdacht erscheinender Klang, den er durch eine sehr variable Anschlagstechnik seiner rechten Hand und die spezielle Wahl der Saiten, Verstärker und Lautsprecher der jeweiligen Produktion anpasste.

## Equipment
Rick Rosas spielte ursprünglich einen 1964er Fender Jazz Bass, den seine Eltern damals neu kauften. Seit 1996 spielte er Instrumente des Herstellers Lakland; diese werden über ein Ampeg SVT Topteil aus den 1970er Jahren verstärkt, das er mit einer 8x10 Box oder einer 4x10 und einer 1x15 Box des gleichen Herstellers kombinierte. Manchmal kam auch eine spezielle Bassanlage zum Einsatz, die ihm Larry Cragg in seiner Funktion als Techniker von Neil Young angefertigt hatte.